# Katleen Gabriels
Katleen Gabriels (Hasselt, 1 mei 1983) is een Vlaamse moraalfilosoof gespecialiseerd in computerethiek.

## Opleiding en loopbaan
Gabriels behaalde in 2005 een master Germaanse talen aan de KU Leuven, waarna ze in 2009 een tweede master moraalwetenschappen afrondde aan de Universiteit Gent. In 2014 promoveerde ze in de wijsbegeerte en de moraalwetenschappen aan de Vrije Universiteit Brussel. Aansluitend was ze tot 2017 werkzaam als postdoctoraal onderzoeker aan deze universiteit. Tussen 2017 en 2018 werkte ze als universitair docent aan de Technische Universiteit Eindhoven. Sinds 2019 is ze universitair hoofddocent aan de Universiteit Maastricht, waar ze tevens programmadirecteur is van de bacheloropleiding Digital Society. Haar onderzoek kijkt naar de mogelijkheden en valkuilen van technologieën als sociale media, kunstmatige intelligentie en virtuele werelden. Gabriels schrijft boeken over hoe de digitale wereld ons leven bepaalt en over de nieuwe regels voor robotica.